# Xerachistus acutus
Xerachistus acutus är en tvåvingeart som först beskrevs av Mario Bezzi 1924.  Xerachistus acutus ingår i släktet Xerachistus och familjen svävflugor. Inga underarter finns listade i Catalogue of Life.